# Hentzia whitcombi
Hentzia whitcombi là một loài nhện trong họ Salticidae.
Loài này thuộc chi Hentzia. Hentzia whitcombi được Richman miêu tả năm 1989.